# 今だから言えるナイショ話
『今だから言えるナイショ話』（いま-い-ばなし）は、毎日放送の制作により、2014年に2回放送されたバラエティ特別番組である。第1回（2014年5月28日放送）は『水トク!』の枠を差し替えて関西ローカル（一部JNN系列にもネット）で放送されたが、第2回（2014年12月21日放送）はTBS系列全国ネットで放送された。

## 概要
世代を一世風靡した有名芸能人たちを招き、世に出せなかった真実を時効話で紹介される。

## 出演者

### MC
- 田村淳（ロンドンブーツ1号2号）
- 中山雅史（第1回）
- 矢口真里（第2回）

### ゲストパネラー
第1回
- 柴田理恵
- ケンドーコバヤシ
- 小籔千豊
- 江利奈

第2回
- 飯田圭織
- 井森美幸
- ケンドーコバヤシ
- 土田晃之
- 藤本敏史（FUJIWARA）

### 一世風靡した有名人・著名人

#### 第1回
- 元PL学園野球部 - 立浪和義（野球解説者）、片岡篤史（野球解説者）、宮本慎也（野球解説者）
- 元宝塚歌劇団女優 - 紫吹淳、渚あき、ACHOU
- アーティスト - 木根尚登（TM NETWORK）
- 知事 - 東国原英夫
- 元サッカー日本代表 - 北澤豪
- 堀江貴文
- 野田義治（サンズエンタテインメント 会長）
- 種井一司（東京スポーツ記者）

#### 第2回
- 元PL学園野球部 - 片岡篤史、宮本慎也
- 元広島商業高校野球部 - 達川光男
- 元八王子実践高校バレー部 - 大林素子、多治見麻子
- 元世田谷学園高等柔道部 - 古賀稔彦
- 元国見高校サッカー部 - 大久保嘉人、三浦淳寛
- 板東英二
- 新垣隆
- 林下清志

### 進行役
- 山中真（MBSアナウンサー、第1回のみ）

### ナレーション
- あおい洋一郎

## スタッフ
第1回放送分
- 構成：寺田智和、小山賢太郎、深田憲作
- TP：深谷高史
- SW：遠山康之
- CAM：吉川和彦
- VE：高木稔
- MIX：奈良岡純一
- LD：安藤雅夫
- EED：岡田秀夫
- MA：三木多聞
- 美術プロデューサー：西條実
- デザイン：坂根洋子
- 美術制作：半田裕記
- 装置：相良比佐夫
- 電飾：斉藤貴之
- ヘアメイク：マーヴィ
- TK：福田美由紀
- 音効：上口昭雄
- CG：堀内信吾
- 協力：ニユーテレス、FMT、アックス、イングス、戯音工房、SPOT
- リサーチ：喜多あおい（ジーワン）
- AD：五井翔太、平澤亜衣、橋本薫、米山美咲、林貴都、早乙女啓、實光美々佳
- AP：岩崎ゆかり（ドリマックス）
- キャスティングプロデューサー：磯田貴彦（江戸堀本舗）
- 宣伝：合田忠弘（MBS）
- 編成：井口岳洋（MBS）
- ディレクター：大谷真也、田中良憲、北川剛大（ドリマックス）
- チーフディレクター：日下真行（えむき）
- 演出：水野雅之（MBS）
- プロデューサー：北野弘（MBS）、神田祐子（ドリマックス）、中村和宏（えむき）
- エグゼグティブプロデューサー：正木敦（TBS）
- チーフプロデューサー：竹田靑滋（MBS）
- 制作協力：ドリマックス・テレビジョン、MBS企画
- 製作著作：MBS（毎日放送）

第2回放送分
- 企画・構成：田中到
- 構成：安部裕之、深田憲作、坂本龍二
- ナレーター：根岸朗
- TP：深谷高史
- SW：横山政照
- CAM：吉川和彦
- VE：宮本学
- MIX：高橋幸則
- LD：半田圭
- EED：岡田秀夫
- MA：三木多聞
- 美術プロデューサー：西條実
- デザイン：坂根洋子
- 美術制作：半田裕記
- 装置：相良比佐夫、佐藤学
- 電飾：阿部達矢
- 装飾：深山健太郎
- 生花装飾：柳美帆
- 楽器：高井啓光
- ヘアメイク：マーヴィ
- TK：福田美由紀
- 音効：藤代広太
- CG：堀内信吾
- 協力：ニユーテレス、ティ・エル・シー、アックス、イングス、戯音工房
- リサーチ：亀ヶ谷実名、スコープ
- AD：五井翔太、余語風香、米山美咲、實光美々佳、柳沼元気
- AP：岩崎ゆかり（ドリマックス）、風見裕子（オクタゴン）
- 宣伝：安藤ひと美（MBS）
- 編成：井口岳洋・山田陽輔（2人共MBS）
- ディレクター：北川剛大（ドリマックス）、中村卓也（MBS）、赤堀哲也（ロックンロール商店）、出井文明、近藤利明
- 総合演出：床波芳孝（ドリマックス）
- プロデューサー：天鷲裕到（MBS）、神田祐子（ドリマックス）、白鳥秀明（オクタゴン）
- エグゼクティブプロデューサー：正木敦（TBS）
- チーフプロデューサー：竹田靑滋（MBS）
- 制作協力：ドリマックス・テレビジョン、オクタゴン
- 製作著作：MBS（毎日放送）

## ネット局

### 第1回
| 放送対象地域 | 放送局             | 系列    | 放送日時                    | 遅れ日数   |
| ------------ | ------------------ | ------- | --------------------------- | ---------- |
| 近畿広域圏   | 毎日放送（MBS）    | TBS系列 | 2014年5月28日 19:56 - 21:54 | 制作局     |
| 静岡県       | 静岡放送（SBS）    | TBS系列 | 2014年5月28日 19:56 - 21:54 | 同時ネット |
| 石川県       | 北陸放送（MRO）    | TBS系列 | 2014年5月28日 19:56 - 21:54 | 同時ネット |
| 広島県       | 中国放送（RCC）    | TBS系列 | 2014年5月28日 19:56 - 21:54 | 同時ネット |
| 福岡県       | RKB毎日放送（RKB） | TBS系列 | 2014年5月28日 19:56 - 21:54 | 同時ネット |
| 長崎県       | 長崎放送（NBC）    | TBS系列 | 2014年5月28日 19:56 - 21:54 | 同時ネット |
| 熊本県       | 熊本放送（RKK）    | TBS系列 | 2014年5月28日 19:56 - 21:54 | 同時ネット |

### 第2回
| 放送対象地域   | 放送局                    | 系列    | 放送曜日・放送時間           | 遅れ日数   |
| -------------- | ------------------------- | ------- | ---------------------------- | ---------- |
| 近畿広域圏     | 毎日放送（MBS）           | TBS系列 | 2014年12月21日 22:00 - 23:24 | 制作局     |
| 北海道         | 北海道放送（HBC）         | TBS系列 | 2014年12月21日 22:00 - 23:24 | 同時ネット |
| 青森県         | 青森テレビ（ATV）         | TBS系列 | 2014年12月21日 22:00 - 23:24 | 同時ネット |
| 岩手県         | IBC岩手放送（IBC）        | TBS系列 | 2014年12月21日 22:00 - 23:24 | 同時ネット |
| 宮城県         | 東北放送（TBC）           | TBS系列 | 2014年12月21日 22:00 - 23:24 | 同時ネット |
| 山形県         | テレビユー山形（TUY）     | TBS系列 | 2014年12月21日 22:00 - 23:24 | 同時ネット |
| 福島県         | テレビユー福島（TUF）     | TBS系列 | 2014年12月21日 22:00 - 23:24 | 同時ネット |
| 関東広域圏     | TBSテレビ（TBS）          | TBS系列 | 2014年12月21日 22:00 - 23:24 | 同時ネット |
| 山梨県         | テレビ山梨（UTY）         | TBS系列 | 2014年12月21日 22:00 - 23:24 | 同時ネット |
| 新潟県         | 新潟放送（BSN）           | TBS系列 | 2014年12月21日 22:00 - 23:24 | 同時ネット |
| 長野県         | 信越放送（SBC）           | TBS系列 | 2014年12月21日 22:00 - 23:24 | 同時ネット |
| 静岡県         | 静岡放送（SBS）           | TBS系列 | 2014年12月21日 22:00 - 23:24 | 同時ネット |
| 富山県         | チューリップテレビ（TUT） | TBS系列 | 2014年12月21日 22:00 - 23:24 | 同時ネット |
| 石川県         | 北陸放送（MRO）           | TBS系列 | 2014年12月21日 22:00 - 23:24 | 同時ネット |
| 中京広域圏     | CBCテレビ（CBC）          | TBS系列 | 2014年12月21日 22:00 - 23:24 | 同時ネット |
| 鳥取県・島根県 | 山陰放送（BSS）           | TBS系列 | 2014年12月21日 22:00 - 23:24 | 同時ネット |
| 岡山県・香川県 | 山陽放送（RSK）           | TBS系列 | 2014年12月21日 22:00 - 23:24 | 同時ネット |
| 広島県         | 中国放送（RCC）           | TBS系列 | 2014年12月21日 22:00 - 23:24 | 同時ネット |
| 山口県         | テレビ山口（tys）         | TBS系列 | 2014年12月21日 22:00 - 23:24 | 同時ネット |
| 愛媛県         | あいテレビ（ITV）         | TBS系列 | 2014年12月21日 22:00 - 23:24 | 同時ネット |
| 高知県         | テレビ高知（KUTV）        | TBS系列 | 2014年12月21日 22:00 - 23:24 | 同時ネット |
| 福岡県         | RKB毎日放送（RKB）        | TBS系列 | 2014年12月21日 22:00 - 23:24 | 同時ネット |
| 長崎県         | 長崎放送（NBC）           | TBS系列 | 2014年12月21日 22:00 - 23:24 | 同時ネット |
| 熊本県         | 熊本放送（RKK）           | TBS系列 | 2014年12月21日 22:00 - 23:24 | 同時ネット |
| 大分県         | 大分放送（OBS）           | TBS系列 | 2014年12月21日 22:00 - 23:24 | 同時ネット |
| 宮崎県         | 宮崎放送（mrt）           | TBS系列 | 2014年12月21日 22:00 - 23:24 | 同時ネット |
| 鹿児島県       | 南日本放送（MBC）         | TBS系列 | 2014年12月21日 22:00 - 23:24 | 同時ネット |
| 沖縄県         | 琉球放送（RBC）           | TBS系列 | 2014年12月21日 22:00 - 23:24 | 同時ネット |